# Verdegás
Verdegás es una entidad singular de población del municipio español de Alicante. Limita al norte con El Moralet, al sur con Cañada del Fenollar, al noroeste con Agost, y al sureste con San Vicente del Raspeig. Durante el siglo XIX, la partida rural perteneció a San Vicente del Raspeig.

## Población
En el año 2022, Verdegás tiene un total de 337 habitantes distribuidos de la siguiente manera:
- Casas de Terol, 21
- Verdegás, 54
- Diseminado, 262

## Descripción general
El núcleo principal de Verdegás cuenta con la idea de “pueblo”. Cuenta con una parroquia dedicada a la Santísima Trinidad. Sus fiestas patronales en honor a la Santísima Trinidad son en agosto, en ellas se celebran verbenas, pasacalles y diversas actividades festeras tradicionales. Verdegás cuenta con una activa asociación vecinal llamada La Pau, que cuenta con más de 275 socios. Los vecinos reclaman desde hace años servicios básicos de los que carecen como alumbrado público, alcantarillado, ampliación de suelo urbano para poder construir casas en el núcleo de la aldea o la construcción del colegio para 700 alumnos que figura en el PGOU.

## Política
El alcalde pedáneo es Vicente García (Partido Popular). Existe un busto a Sonia Castedo inaugurado en 2008 cuando era alcaldesa de Alicante. En enero de 2015 los partidos políticos de la oposición en el ayuntamiento (PSPV-PSOE, EU y UPyD) solicitaron la retirada del monumento por la doble imputación penal de Castedo además de resaltar que el busto fue colocado sin consenso al ser una decisión unilateral del alcalde pedáneo Vicente García que mantiene lazos personales con Castedo y además realiza las labores de asesor municipal del PP en el ayuntamiento de Alicante.

## Educación
Verdegás cuenta con un colegio rural de educación infantil y primaria, se trata del CEIP Verdegás que acoge a 35 escolares de Verdegás y sus alrededores.
Tal y como aparece en el Plan General de Ordenación Urbana de Alicante, está prevista la construcción de un colegio para 690 alumnos al que acudirán los pequeños de todas las pedanías de la zona, y que vendrá a sustituir al actual centro de Educación Infantil y Primaria. El Ayuntamiento alicantino ha cedido casi 18.000 metros cuadrados de una parcela municipal de 20.000 metros para la construcción del colegio, y actualmente no se lleva a cabo hasta que la Consejería del gobierno autonómico lo lleve a cabo.

## Deportes
Verdegás contó en el siglo XX con mucha tradición de fútbol, con un coqueto campo de fútbol que solía acudir toda la población a ver a la Unión Deportiva Verdegás, un club fundado en 1933 que era habitual en la Copa San Pedro y otros torneos ligueros. Los derbis contra el Español de San Vicente de la vecina San Vicente del Raspeig fueron destacados.

## Vecinos célebres
- María Blasco, nacida en Verdegás, es una científica española especializada en los telómeros y la telomerasa, directora en España del Centro Nacional de Investigaciones Oncológicas (CNIO). Desde 2011, Verdegás a través del Ayuntamiento de Alicante renombró la céntrica calle Herradura pasando a ser calle Doctora María Antonia Blasco Marhuenda.[11]